# Festival Fusiònica
Fusiònica és un festival independent i no comercial, organitzat per l'associació l'Arcada Koncerts. La filosofia del festival és clara, descobrir nous talents i compaginar-ho amb bandes consagrades. L'estil musical és molt variat, no se centra en un estil sinó amb l'actitud de les bandes i les sensacions que transmeten al públic, tot i que el Fusiònica té certa tendendència cap al hardcore, punk i postrock. El 2017 va celebrar la seva 20a edició amb un recull de les millors bandes que han trepitjat els escenaris del festival durant aquestes dues dècades.

## Edicions
- 2016 Fusiònica 18.0: Esperit!. Autodestrucció. F/E/A Forces Electriques d'Andorra. Vlack. XMilk. TCN. L'Hereu Escampa. 24Ideas. Bullitt. (lo:müêso). Cuello. Decurs. Una Bèstia Incontrolable. Illinoise. Tano!. Zombi Pujol. Saïm. Fujiyama Kids.[4]
- 2015 Fusiònica 17.0: ZA!. F/E/A Forces Electriques d'Andorra. Vlack. Greus. Malke. King Size Slim (UK). Tendrum. N.I.T. Lullavy. (lo:müêso). Salagrau. Anchord. The Texas Chainsaw Dust Lovers (FR). Dràstiks, dj.[5]
- 2014 Fusiònica 16.0: Monochrome (GER). Valina (AUS). Zeidun. Tesseire. Esperit!. Challenger!. Furguson. It's Not Not. Tiger Menja Zebra. Jupiter Lion. Caustic Roll Dave. Lost Inside. Abobinable.[6][7]
- 2013 Fusiònica 15.0: Afraid to Speak in Public. Una Bèstia Incontrolable. Estricalla. Salvaje Montoya. Assac!. Zombi Pujol. Autodestrucció. L'Hereu Escampa. Exxasens. Yahi. Murnau B.[8]
- 2012 Fusiònica 14.0: Kitsch. L'Hereu Escampa. (lo:muêso). The Saurs. Staer (Norway). Tiger Menja Zebra. Flyingpigmatanza.[9][10]
- 2011 Fusiònica 13.0: Afganistan ye ye's. Assot. Wicked City (AUS). Hurricäde. Fujiyama Kids. Illinoise. Yahi. Trimenidijeis.
- 2010 Fusiònica 12.0: Action Beat (UK). Camping. Decurs. Ginger Lynss. Collapse. Carontte. El Comitè de Salut Pública. Orgy of one. FP.[11]
- 2009 Fusiònica 11.0: TV Buddhas (ISR). SlowReno. Yahi.[12]